# Campionati del mondo di atletica leggera 2022 - 200 metri piani femminili
La specialità dei 200 metri piani femminili dei campionati del mondo di atletica leggera 2022 si è svolta tra il 18 e il 21 luglio all'Hayward Field di Eugene, negli Stati Uniti d'America.

## Podio
| Pos.    | Atleta                  | Nazionalità   | Tempo |
| ------- | ----------------------- | ------------- | ----- |
| Oro     | Shericka Jackson        | Giamaica      | 21"45 |
| Argento | Shelly-Ann Fraser-Pryce | Giamaica      | 21"81 |
| Bronzo  | Dina Asher-Smith        | Gran Bretagna | 22"02 |

## Situazione pre-gara

### Record
Prima di questa competizione, il record del mondo (RM) e il record dei campionati (RC) erano i seguenti.
| Record                | Prestazione | Atleta                               | Data                                  | Competizione   |
| --------------------- | ----------- | ------------------------------------ | ------------------------------------- | -------------- |
| Record mondiale       | 21"34       | Florence Griffith-Joyner Stati Uniti | 29 settembre 1988 Seul, Corea del Sud | Olimpiadi 1988 |
| Record dei campionati | 21"63       | Dafne Schippers Paesi Bassi          | 28 agosto 2015 Pechino, Cina          | Mondiali 2015  |

### Campioni in carica
I campioni in carica a livello mondiale e olimpico erano:
| Campione | Atleta                         | Prestazione | Data                          | Competizione         |
| -------- | ------------------------------ | ----------- | ----------------------------- | -------------------- |
| Olimpico | Elaine Thompson-Herah Giamaica | 21"53       | 3 agosto 2021 Tokyo, Giappone | Giochi olimpici 2021 |
| Mondiale | Dina Asher-Smith Gran Bretagna | 21"88       | 2 ottobre 2019 Doha, Qatar    | Mondiali 2019        |

### La stagione
Prima di questa gara, gli atleti con le migliori tre prestazioni dell'anno erano:
| Pos. | Atleta                    | Prestazione | Data                                         |
| ---- | ------------------------- | ----------- | -------------------------------------------- |
| 1    | Shericka Jackson Giamaica | 21"55       | 26 giugno 2022 Kingston, Giamaica            |
| 2    | Abby Steiner Stati Uniti  | 21"77       | 26 giugno 2022 Eugene, Stati Uniti d'America |
| 3    | Christine Mboma Namibia   | 21"87       | 30 aprile 2022 Gaborone, Botswana            |

## Risultati

### Batterie
I primi 3 di ogni batteria (Q) e i 6 tempi migliori tra gli esclusi (q) si qualificano alle semifinali.
| Pos. | Batteria | Atleta                  | Nazionalità               | Tempo   | Note                                     |
| ---- | -------- | ----------------------- | ------------------------- | ------- | ---------------------------------------- |
| 1    | 3        | Aminatou Seyni          | Niger                     | 21"98   | Q                                        |
| 2    | 6        | Favour Ofili            | Nigeria                   | 22"24   | Q                                        |
| 3    | 5        | Abby Steiner            | Stati Uniti               | 22"26   | Q                                        |
| 4    | 3        | Shelly-Ann Fraser-Pryce | Giamaica                  | 22"26   | Q                                        |
| 5    | 4        | Tamara Clark            | Stati Uniti               | 22"27   | Q                                        |
| 6    | 2        | Beatrice Masilingi      | Namibia                   | 22"27   | Q                                        |
| 7    | 1        | Shericka Jackson        | Giamaica                  | 22"33   | Q                                        |
| 8    | 5        | Mujinga Kambundji       | Svizzera                  | 22"34   | Q                                        |
| 9    | 6        | Jenna Prandini          | Stati Uniti               | 22"38   | Q                                        |
| 10   | 2        | Elaine Thompson-Herah   | Giamaica                  | 22"41   | Q                                        |
| 11   | 4        | Dina Asher-Smith        | Gran Bretagna             | 22"56   | Q                                        |
| 12   | 1        | Anahí Suárez            | Ecuador                   | 22"56   | Q                                        |
| 13   | 4        | Tynia Gaither           | Bahamas                   | 22"61   | Q                                        |
| 14   | 5        | Nzubechi Grace Nwokocha | Nigeria                   | 22"61   | Q                                        |
| 15   | 1        | Dalia Kaddari           | Italia                    | 22"75   | Q                                        |
| 16   | 4        | Gina Bass               | Gambia                    | 22"78   | q                                        |
| 17   | 3        | Vitoria Cristina Rosa   | Brasile                   | 22"84   | Q                                        |
| 18   | 2        | Ida Karstoft            | Danimarca                 | 22"85   | Q                                        |
| 19   | 1        | Jessica-Bianca Wessolly | Germania                  | 22"87   | q                                        |
| 20   | 4        | Jessika Gbai            | Costa d'Avorio            | 22"89   | q                                        |
| 21   | 1        | Rosemary Chukwuma       | Nigeria                   | 22"93   | q                                        |
| 22   | 1        | Edidiong Odiong         | Bahrein                   | 22"98   | q                                        |
| 23   | 2        | Joella Lloyd            | Antigua e Barbuda         | 22"99   | q                                        |
| 24   | 3        | Beth Dobbin             | Gran Bretagna             | 23"04   |                                          |
| 25   | 5        | Lauren Gale             | Canada                    | 23"08   |                                          |
| 26   | 6        | Jacinta Beecher         | Australia                 | 23"22   | Q                                        |
| 27   | 6        | Olivia Fotopoulou       | Cipro                     | 23"25   |                                          |
| 28   | 2        | Sophia Junk             | Germania                  | 23"27   | Miglior prestazione personale stagionale |
| 29   | 5        | Ella Connolly           | Australia                 | 23"27   |                                          |
| 30   | 3        | Imke Vervaet            | Belgio                    | 23"28   |                                          |
| 31   | 5        | Maboundou Koné          | Costa d'Avorio            | 23"32   |                                          |
| 32   | 6        | Catherine Léger         | Canada                    | 23"35   |                                          |
| 33   | 2        | Lorène Bazolo           | Portogallo                | 23"41   |                                          |
| 34   | 4        | Ana Carolina Azevedo    | Brasile                   | 23"45   |                                          |
| 35   | 6        | Georgia Hulls           | Nuova Zelanda             | 23"46   |                                          |
| 36   | 4        | Shirley Nekhubui        | Sudafrica                 | 23"46   |                                          |
| 37   | 1        | Ol'ga Safronova         | Kazakistan                | 23"50   |                                          |
| 38   | 2        | Anniina Kortetmaa       | Finlandia                 | 23"51   |                                          |
| 39   | 3        | Shanti Pereira          | Singapore                 | 23"53   |                                          |
| 40   | 3        | Elisabeth Slettum       | Norvegia                  | 23"55   |                                          |
| 41   | 2        | Lorraine Martins        | Brasile                   | 23"60   |                                          |
| 42   | 5        | Beyonce Defreitas       | Isole Vergini Britanniche | 23"81   |                                          |
| 43   | 6        | Hanna Barakat           | Palestina                 | 26"33   | Record nazionale                         |
| 44   | 6        | Anthonique Strachan     | Bahamas                   | 1'50"06 |                                          |

### Semifinali
I primi 2 di ogni semifinale (Q) e i 2 tempi migliori tra gli esclusi (q) si qualificano alla finale.
| Pos. | Batteria | Atleta                  | Nazionalità       | Tempo | Note                                     |
| ---- | -------- | ----------------------- | ----------------- | ----- | ---------------------------------------- |
| 1    | 1        | Shericka Jackson        | Giamaica          | 21"67 | Q                                        |
| 2    | 3        | Shelly-Ann Fraser-Pryce | Giamaica          | 21"82 | Q                                        |
| 3    | 2        | Tamara Clark            | Stati Uniti       | 21"95 | Q                                        |
| 4    | 2        | Dina Asher-Smith        | Gran Bretagna     | 21"96 | Q                                        |
| 5    | 2        | Elaine Thompson-Herah   | Giamaica          | 21"97 | q                                        |
| 6    | 1        | Aminatou Seyni          | Niger             | 22"04 | Q                                        |
| 7    | 1        | Mujinga Kambundji       | Svizzera          | 22"05 | q                                        |
| 8    | 1        | Jenna Prandini          | Stati Uniti       | 22"08 |                                          |
| 9    | 3        | Abby Steiner            | Stati Uniti       | 22"15 | Q                                        |
| 10   | 3        | Favour Ofili            | Nigeria           | 22"30 |                                          |
| 11   | 1        | Tynia Gaither           | Bahamas           | 22"41 | Miglior prestazione personale            |
| 12   | 2        | Vitoria Cristina Rosa   | Brasile           | 22"47 | Record sudamericano                      |
| 13   | 2        | Nzubechi Grace Nwokocha | Nigeria           | 22"49 |                                          |
| 14   | 1        | Gina Bass               | Gambia            | 22"71 | Miglior prestazione personale stagionale |
| 15   | 1        | Rosemary Chukwuma       | Nigeria           | 22"72 |                                          |
| 16   | 3        | Anahí Suárez            | Ecuador           | 22"74 | Record nazionale                         |
| 17   | 3        | Ida Karstoft            | Danimarca         | 22"84 |                                          |
| 18   | 2        | Jessika Gbai            | Costa d'Avorio    | 22"84 |                                          |
| 19   | 3        | Dalia Kaddari           | Italia            | 22"86 |                                          |
| 20   | 1        | Jacinta Beecher         | Australia         | 23"14 |                                          |
| 21   | 2        | Edidiong Odiong         | Bahrein           | 23"31 |                                          |
| 22   | 3        | Jessica-Bianca Wessolly | Germania          | 23"33 |                                          |
| 23   | 3        | Joella Lloyd            | Antigua e Barbuda | 23"38 |                                          |
| 24   | 2        | Beatrice Masilingi      | Namibia           | 24"78 |                                          |

### Finale
| Pos.    | Atleta                  | Nazionalità   | Tempo | Note                                     |
| ------- | ----------------------- | ------------- | ----- | ---------------------------------------- |
| Oro     | Shericka Jackson        | Giamaica      | 21"45 | Record dei campionati · Record nazionale |
| Argento | Shelly-Ann Fraser-Pryce | Giamaica      | 21"81 | Miglior prestazione personale stagionale |
| Bronzo  | Dina Asher-Smith        | Gran Bretagna | 22"02 |                                          |
| 4       | Aminatou Seyni          | Niger         | 22"12 |                                          |
| 5       | Abby Steiner            | Stati Uniti   | 22"26 |                                          |
| 6       | Tamara Clark            | Stati Uniti   | 22"32 |                                          |
| 7       | Elaine Thompson-Herah   | Giamaica      | 22"39 |                                          |
| 8       | Mujinga Kambundji       | Svizzera      | 22"55 |                                          |